# Sœurs tertiaires franciscaines de Bressanone
Les Sœurs tertiaires franciscaines forment une congrégation religieuse enseignante et hospitalière de droit pontifical. 

## Histoire
Le 12 septembre 1700 à Bressanone, Maria Hueber (1653-1705) et le franciscain Isidore Kirnigl (1667-1737) fonde une communauté de sœurs franciscaines cloîtrées à vœux simples, avec des constitutions basées sur la règle du Tiers-Ordre de Saint François approuvées par le pape Léon X en 1521 ; elles sont reconnues par le chapitre provincial des frères mineurs réformés de la stricte observance du Tyrol en 1724 et confirmées par l'évêque de Bressanone, Kaspar Ignaz von Künigl (it). 
Pendant longtemps, le couvent de Bressanone reste le seul de la congrégation avec un règlement qui limite à six le nombre de religieuses par communauté. Après l'accord de 1855 entre le Saint-Siège et l'empereur François-Joseph, le nombre maximum de religieuses par couvent est porté à vingt et quelques maisons sont fondées (Bolzano, Caldaro sulla Strada del Vino, Rio di Pusteria) qui deviennent les maisons-mères de congrégations indépendantes.
Au chapitre général de Caldaro en 1928, tous les couvents dérivés de celui de Bressanone décident de se réunir en une seule congrégation ce qui est approuvée par la congrégation des religieux le 18 juin 1929. L'institut est agrégé à l'ordre des frères mineurs le 16 avril 1933 et il reçoit le décret de louange le 14 juillet 1956.

## Activités et diffusion
Les sœurs se consacrent à l'enseignement, aux orphelins, à l'assistance dans les maisons de retraite et les hôpitaux, aux missions. 
Elles sont présentes en Italie, Autriche, Bolivie et Cameroun.
La maison-mère est à Rome. 
En 2017, la congrégation comptait 521 sœurs dans 64 maisons.